# Fanteria di marina

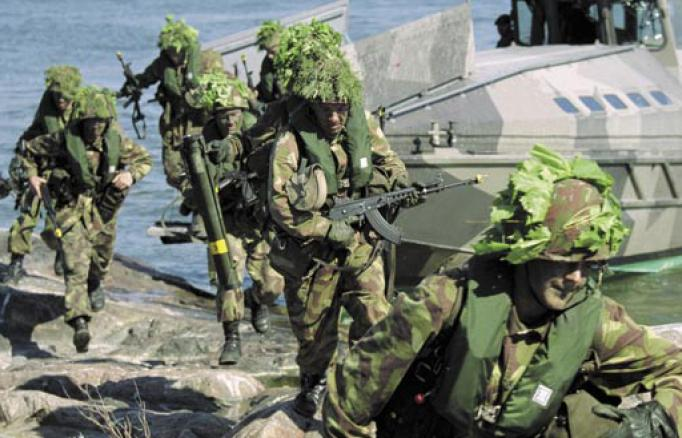
Marine commandos finlandesi

La fanteria di marina è l'espressione con cui sono definiti i reparti anfibi delle forze armate, specializzati per operare su zone litorali a supporto di operazioni navali. Nei Paesi anglofoni i militari di tali reparti sono detti marine.
Nella quasi totalità dei Paesi queste unità, particolarmente addestrate, dipendono direttamente dalla marina militare; in altri sono corpi autonomi (come negli Stati Uniti e nel Regno Unito) oppure inquadrati nell'esercito (come in Francia). Infine alcuni Paesi hanno reparti da sbarco sia nella marina sia nell'esercito (come l'Italia, rispettivamente la brigata San Marco e il reggimento lagunari).

## Storia
Sebbene già a Venezia il Doge Enrico Dandolo avesse istituito reggimenti di soldati imbarcati sulle navi per la conquista di Bisanzio (1203-1204), è la fanteria di marina spagnola l'attuale forza anfibia più antica al mondo, in quanto le sue origini risalgono al 1537. L'assetto definitivo dei Fanti da Mar veneziani può datarsi infatti intorno al 1550. In Inghilterra il 28 ottobre 1664 fu creato il reggimento di fanteria marittima del "Duca di York e Albany", dal quale originarono nel 1775 i Royal Marines.
È del 1713 il primo reparto di fanteria di marina, il reggimento "La Marina" fondato da Vittorio Amedeo II di Savoia, re di Sicilia. Nel 1735 fu istituito nella Real Marina del Regno delle Due Sicilie. La Repubblica di Genova ebbe due compagnie di fanteria di marina, chiamate anche "Compagnie di Mare" tra il 1790 e il 1796. Precedentemente ogni reggimento di fanteria prestava a turno una compagnia che facesse servizio sulle galee. Le due compagnie furono sciolte a causa del loro scarso rendimento e si ritornò al vecchio sistema. 
Nel 1815 il reggimento sabaudo diventa “Brigata della Marina” del Regno di Sardegna, partecipando nel 1848 alla Prima Guerra di Indipendenza ed alla battaglia di Lissa. Successivamente viene creato il Corpo di Fanteria Real Marina della Regia Marina, soppresso nel 1878. Nel 1900 fanti di marina italiani fanno parte della forza multinazionale inviata in Cina.

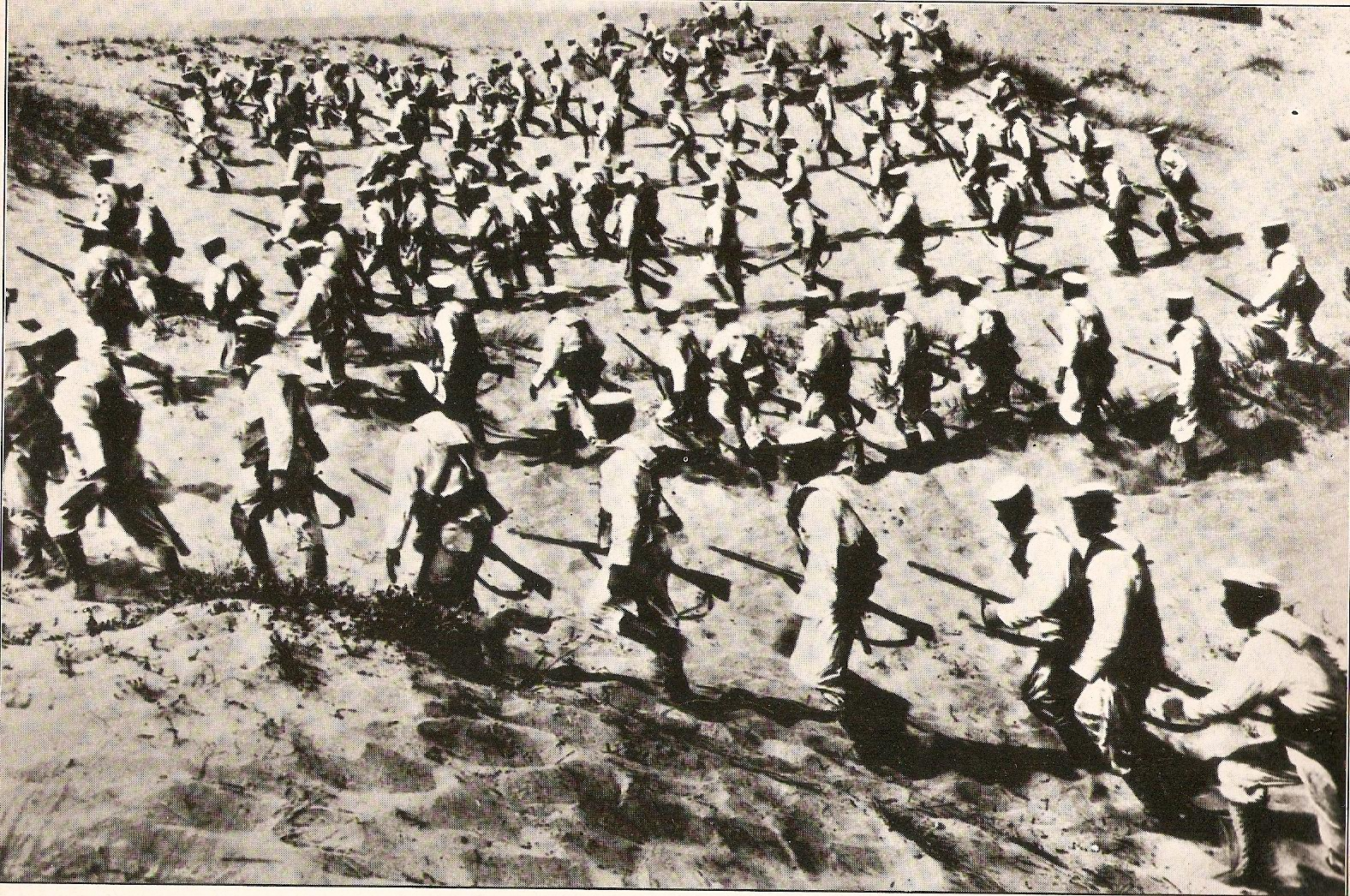
Fanti di marina italiani sbarcano a Tripoli nel 1911

Nel 1911 avviene il primo sbarco di fanti di marina dell'era moderna: durante la guerra italo-turca i marinai italiani sbarcano sulle coste libiche e conquistano Tripoli. Nel 1915, durante la prima guerra mondiale, viene costituita la Brigata Marina per la difesa di Venezia e nel 1917 nasce ufficialmente la fanteria di marina. Nella seconda guerra mondiale fu fatto largo impiego di forze da sbarco.
Con l'industrializzazione della guerra nel XX secolo, la portata delle operazioni di sbarco è aumentata ed ha portato con sé un aumento delle probabilità di opposizione e la necessità di coordinamento dei vari elementi militari.
La Fanteria di marina o i Marine Corps sono storicamente inglobati nelle marine militari, anche se in alcuni casi, come per lo United States Marine Corps, hanno il rango di forza armata indipendente. In altri casi, come Francia e Italia, vi sono unità militari anfibie sia nell'Esercito sia nella Marina.

## Caratteristiche
Tali reparti sono molto simili a quelli in servizio negli eserciti con la differenza di avere una particolare capacità nella lotta anfibia e litoranea, nello sbarco anfibio e nella guerra asimmetrica.
Le missioni assegnate a tale tipologia di unità militare comprendono il servizio di sicurezza a bordo di una nave da guerra, comprese le funzioni di polizia militare per evitare il rischio di ammutinamento, nonché la sicurezza di terra presso le installazioni della marina. La Fanteria di marina è inoltre impiegata per il combattimento vicino, negli abbordaggi e negli sbarchi anfibi. Offrono inoltre anche sostegno agli incursori per le operazioni di terra. Tali corpi vengono impiegati anche in operazioni militari terrestri al fianco delle forze di terra. Reparti anfibi in alcuni paesi (come Italia e Francia) sono anche inquadrati nell'esercito.

## L'impiego

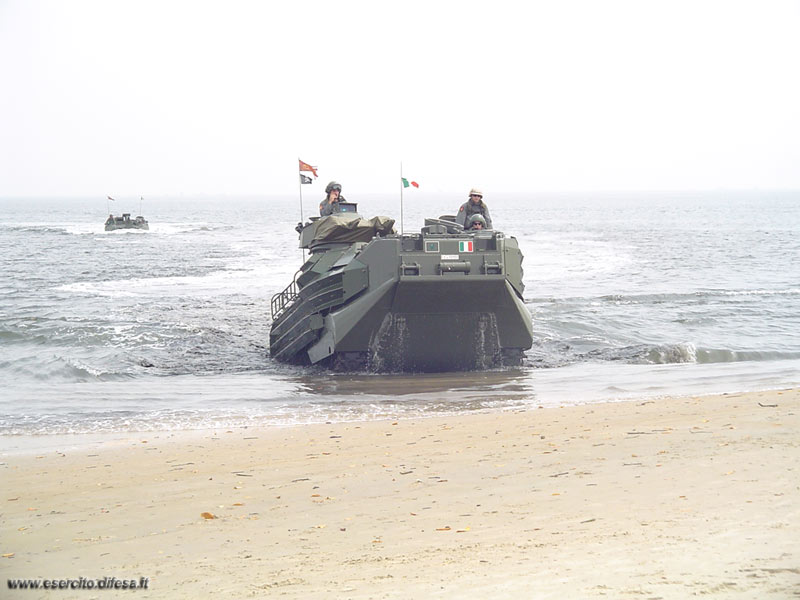
Un carro da assalto anfibio dei Lagunari italiani

Il ruolo principale delle truppe di marina sta in operazioni militari nella zona del litorale: i fanti di marina operano dalle navi e sono addestrati ad assicurare il controllo dei punti chiave per circa 50 chilometri dalla costa verso l'interno. Vengono sbarcati principalmente dalle navi da assalto anfibio con elicotteri, mezzi da sbarco, hovercraft e mezzi anfibi. Alcuni elementi esploranti sono in grado di utilizzare atterraggi con paracadute.
Oltre al loro ruolo primario, le truppe di marina sono utilizzate anche in una varietà di altri ruoli navali, come le operazioni di imbarco, sicurezza delle navi e delle installazioni oltre ad operazioni brown water.

## Nel mondo

### Arabia Saudita
La Royal Saudi Navy dispone di 1.500 fanti di marina assegnati a due brigate da tre battaglioni ciascuno.

### Argentina
La Fanteria di marina argentina, chiamata Infantería de Marina de la Armada de la República Argentina (IMARA) è la componente anfibia della Armada de la República Argentina mutuandone anche le insegne di grado e i simboli.
Si struttura su
- forza anfibia di flotta: composta da un battaglione di fanteria di marina con supporto di artiglieria, difesa aerea, trasmissioni, logistica, genio e trasporti
- forza anfibia del sud: composta da due battaglioni di fanteria di marina,
- un battaglione operazioni fluviali,
- le forze speciali
- diversi battaglioni e compagnie di sicurezza.

Il 5º battaglione di fanteria di marina è noto per essere stato sconfitto da tre battaglioni britannici durante la guerra de las Malvinas.

### Bolivia
L'Armada Boliviana impiega forze di fanteria di marina per un totale di 2 000 effettivi.

### Brasile
La Marinha do Brasil impiega come propria forza anfibia il Corpo de Fuzileiros Navais. Composto dalla Divisão Anfíbia, pedina operativa del Corpo, impiega anche alcune unità di guardia d'onore e cerimoniale.

### Cambogia
La Royal Cambodian Navy impiega dal 2007 una forza anfibia composta da 2 000 uomini.

### Cile
La Armada de Chile impiega come propria forza anfibia il Cuerpo de Infanteria de Marina, alle cui dipendenze vi sono la Brigada Anfibia Expedicionaria e la Fuerza de Protección.
Facente parte delle forze speciali con il comando subacquei, il corpo è specializzato negli assalti anfibi impiegando quattro unità dislocate sul territorio nazionale. Ogni reparto impiega propri sistemi contraerei, artiglierie e mezzi da sbarco autonomamente.

### Cina
La Zhōngguó Rénmín Jiěfàngjūn Hǎijūn (Marina dell'esercito popolare di liberazione) dispone di due brigate di fanteria di marina da 6.000 uomini ciascuna impiegate nei ranghi del Zhōngguó Rénmín Jiěfàngjūn Hǎijūnlùzhànduì (People's Liberation Army Navy Marine Corps)

### Colombia
La Armada de la República de Colombia impiega come forza anfibia la Infantería de Marina Colombiana composta da 24 000 uomini basata su una divisione a sua volta strutturata su una brigata da assalto anfibio e tre brigate fluviali che impiegano diversi battaglioni di fanteria di marina oltre a numerose piccole unità di sicurezza.

### Croazia
La marina militare croata dispone di 200 fanti di marina acquartierati presso Spalato, assegnati in tre compagnie divise tra Pola, Sebenico, Ploče e la 4ª Brigata Guardie trasferita nel 2002 presso la marina militare come unità di fanteria di marina.

### Cuba
Presso la Marina de Guerra Revolucionaria cubana viene impiegato il Desembarco de Granma, piccolo battaglione anfibio.

### Ecuador
La Marina militare dell'Ecuador dei suoi 5000 effettivi, ne impiega 1700 nel Cuerpo de Infanteria de Marina con il quartier generale presso Guayaquil nato il 12 novembre 1962. Organizzato su due battaglioni sicurezza dislocati uno nella zona amazzonica e l'altro sulla costa, dispone anche di un battaglione commando ubicato presso le isole Galápagos.

### El Salvador
La marina militare de El Salvador dispone di due "Batallon de Infanteria de Marina" (battaglioni di fanteria di marina) consistenti di 600 uomini cui vanno aggiunti 300 uomini delle forze speciali. I due battaglioni sono dislocati a La Unión e Usulután.

### Egitto
La 111ª Brigata meccanizzata indipendente (già 130ª Brigata anfibia dell'Esercito egiziano) può condurre operazioni di assalto anfibio, esiste inoltre il 153º Gruppo Commando con tre battaglioni commando (515, 616, 818) composti da 12 compagnie commando.

### Finlandia
La Marina militare finlandese impiega tra le proprie file la Uudenmaan Prikaati, conosciuta in svedese come Nylands Brigad, unità di fanteria di marina basata presso Ekenäs comprendente anche le forze speciali (cacciatori costieri). La principale caratteristica del reparto è di utilizzare la lingua svedese.

### Francia

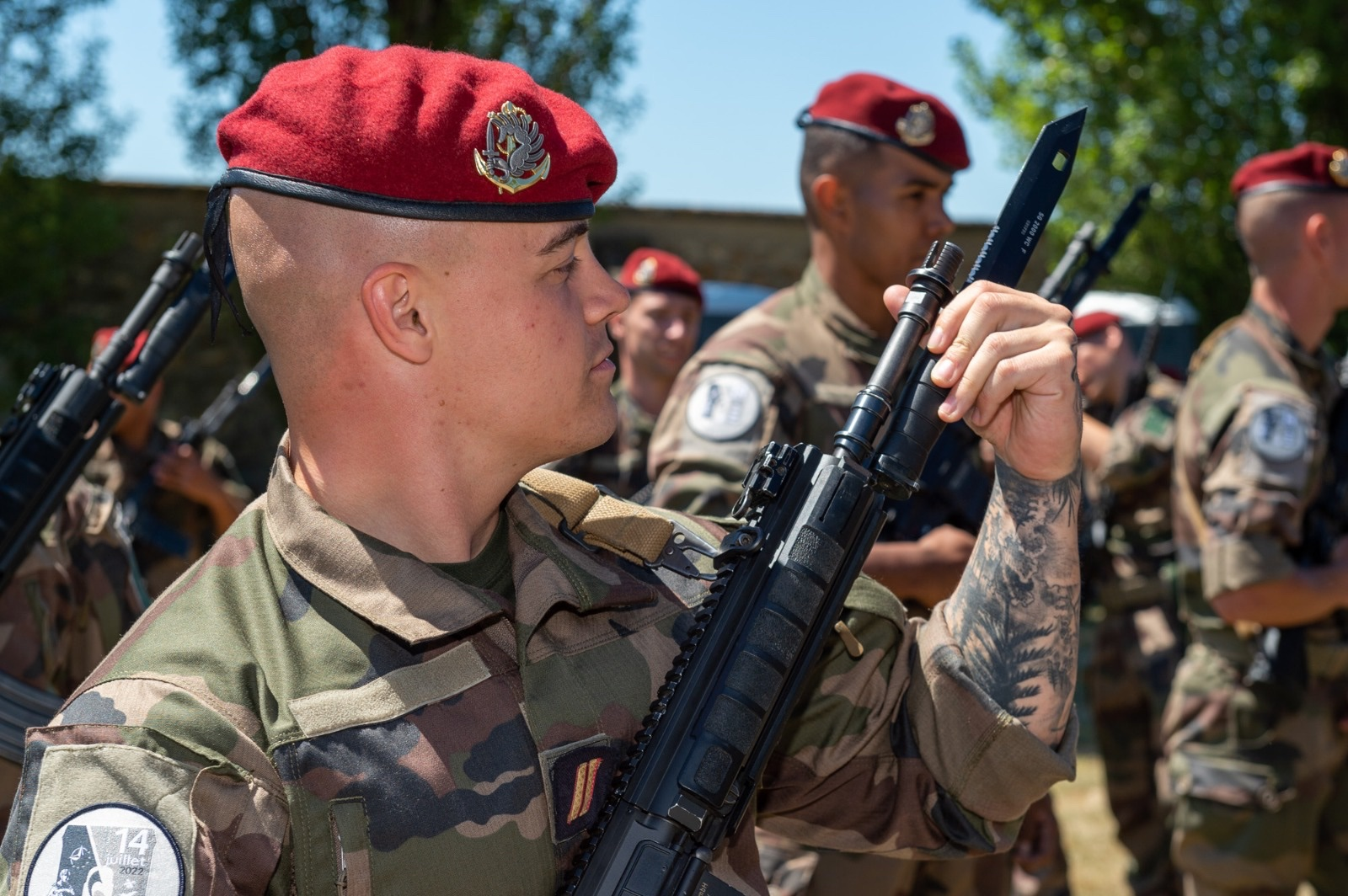
Marine paracadutisti del 3e RPIMa

In Francia sia l'Armée de terre che la Marine nationale impiegano unità di fanteria di marina.
L'Armée de terre dispone per le missioni anfibie del corpo delle Troupes de Marine, composto da reparti di fanteria, cavalleria blindata, paracadutisti e trasmissioni. Tali reparti hanno seguito un processo di professionalizzazione dal 1970.
Le Troupes de Marine nate nel 1622 con nome ufficiale di compagnies ordinaires de la mer, su iniziativa del cardinale Richelieu, sono note principalmente per il servizio prestato nelle colonie africane, contribuendo alla nascita e al consolidamento dell'impero coloniale francese nel XIX e nel XX secolo diventando le principali forze militari francesi d'oltremare.
Armée de terre
Sono attualmente attivi nell'Armée de terre i seguenti reparti di fanteria di marina nella Francia metropolitana:
- La 9e brigade légère blindée de marine (9ª Brigata blindata di marina) composta da:
  - 1er Régiment d'Infanterie de Marine - 1er RIMa (Reggimento di fanteria di marina) di stanza ad Angoulême.
  - Régiment d'Infanterie Chars de Marine - RICM (Reggimento carri di marina) di stanza a Poitiers.
  - 2e régiment d'infanterie de marine - 2e RIMa (Reggimento di fanteria di marina) di stanza a Champagné.
  - 3e Régiment d'Infanterie de Marine - 3e RIMa (Reggimento di fanteria di marina) di stanza a Vannes.
  - 11e Régiment d'Artillerie de Marine - 11e RAMa (Reggimento di artiglieria di marina) di stanza a St. Aubin du Cormier.
- Reparti di Troupes de marine inquadrati in altre brigate dell'Armée.
  - 1er Régiment d'Artillerie de Marine - 1er RAMa (Reggimento di artiglieria di marina) di stanza a Laon e inquadrato nella 2e Brigade Blindée.
  - 21e Régiment d'Infanterie de Marine - 21e RIMa (Reggimento di fanteria di marina) di stanza a Fréjus e 3e Régiment d'Artillerie de Marine - 3e RAMa (Reggimento di artiglieria di marina) di stanza a Canjuers inquadrati nella 6e Brigade Légère Blindée.
  - 3e Régiment Parachutiste d'Infanterie de Marine - 3e RPIMa (Reggimento paracadutisti di fanteria di marina) di stanza a Carcassonne e 8e Régiment Parachutiste d'Infanterie de Marine - 8e RPIMa (Reggimento paracadutistidi fanteria di marina) di stanza a Castres inquadrati nella 11ème Brigade Parachutiste.
  - 1er Régiment Parachutiste d'Infanterie de Marine - 1er RPIMa (Reggimento paracadutisti di fanteria di marina delle forze speciali) di stanza a Bayonne e inquadrato nella Brigade des forces spéciales di Pau.

Sono dislocati nei territori della Francia d'oltremare:
- 6e Bataillon d'Infanterie de Marine - 6e BIMa inquadrato nella forces françaises du Gabon, di stanza a Libreville in Gabon
- 23e Bataillon d'Infanterie de Marine - 23e BIMa inquadrato nella forces françaises du Cap-Vert, acquartierata a Dakar in Senegal
- 43e Bataillon d'Infanterie de Marine - 43e BIMa inquadrato nella forces françaises de Côte d'Ivoire, acquartierata ad Abidjan in Costa d'Avorio
- 9e Régiment d'Infanterie de Marine - 9e RIMa inquadrato nelle forces armées de Guyane, di stanza a Guienna, nella Guyana francese
- 41e Bataillon d'Infanterie de Marine - 41e BIMa inquadrato nelle forces armées des Antilles e di stanza a Guadalupa e il 33e Régiment d'Infanterie de Marine - 33e RIMa di stanza a Martinica
- 2e Régiment Parachutiste d'Infanterie de Marine - 2e RPIMa inquadrato nelle forces armées du sud de la zone océan Indien
- Régiment d'Infanterie de Marine du Pacifique Nouvelle Calédonie - RIMaP-NC inquadrato nelle forces armées de Nouvelle-Calédonie
- Régiment d'Infanterie de Marine du Pacifique–Polynésie - RIMaP-P inquadrato nelle forces armées de Polynésie française

Marine nationale
La Marine nationale francese dispone per le operazioni anfibie della FORFUSCO, che inquadra circa 2500 uomini.
- Force maritime des fusiliers marins et commandos
  - Commando marine, 650 marines che fungono da forze speciali
  - Fusilier marin, composto da due battaglioni su sette compagnie con un totale di circa 1800 effettivi, impiegati principalmente nella sicurezza del naviglio e delle basi di terra.

### Germania

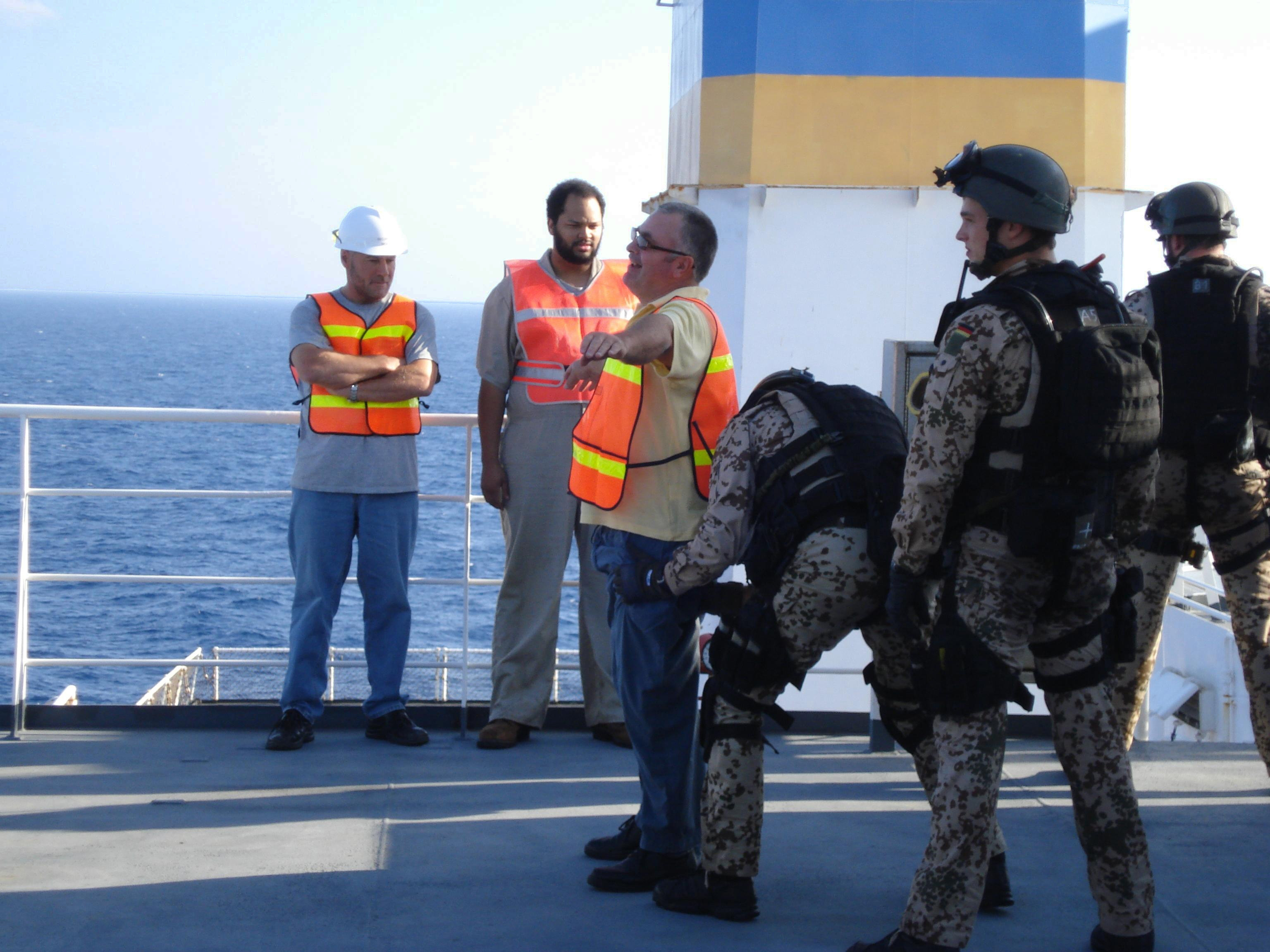
Una squadra d'imbarco della Marina tedesca

La Deutsche Marine dispone di due diversi assetti anfibi:
- Kommando Spezialkräfte Marine (KSM). Dal 2014 è la fanteria di marina e forza speciale della marina militare tedesca dipendente dalla Einsatzflottille 1.

Precedentemente operava la Spezialisierte Einsatzkräfte Marine (SEK M) organizzata su un battaglione inquadrante la Kampfschwimmerkompanie (compagnia demolizioni subacquea), la Minentaucherkompanie (compagnia antimine), la Boardingkompanie (compagnia d'assalto) più le compagnie addestrative e di sostegno, operativa dal 1997 al 1º aprile 2014.  
- La Marineschutzkräfte, nota anche come MSK è la forza anfibia responsabile della protezione delle forze della Deutsche Marine dipendente dalla Einsatzflottille 1 e specializzata primariamente nel proteggere le unità navali della Deutsche Marine e le basi terrestri, i porti, gli ancoraggi e le acque costiere in Patria e all'estero. Per adempiere i propri compiti impiega circa 500 uomini inquadrati in un battaglione composto da una compagnia comando e supporti, tre compagnie operative e un plotone di intelligence.

### Grecia
L'Ellinikós Stratós Xirás (Esercito greco) dispone per compiti anfibi della 32 Taxiarhia Pezonavton "Moravas" (EL)  (32ª Brigata fanteria di marina) basata a Volos e composta da cinque battaglioni. La sua costituzione risale al 1919.

### Honduras
La Fuerza Naval de Honduras dispone dal 1982 dispone di circa 600 fanti di marina inquadrati nel Batallón de Infantería de Marina.

### India
- La Indian Navy ((HI)  Bhāratīya Nāu Senā) dispone di una unità anfibia specializzata in operazioni speciali e anti-terrorismo, denominata Marine Commando Force, comunemente chiamato MARCOS e forte di circa 2000 effettivi.
- L'Indian Army ((HI)  Bhāratīya Thalsēnā) comanda una Brigata indipendente di fanteria anfibia a Jodhpur nel Rajasthan.

### Indonesia
La Tentara Nasional Indonesia Angkatan Laut (marina militare dell'Indonesia) dispone dal 1945 del Korps Marinir, composto da tre brigate anfibie.

### Iran
La Guardia Rivoluzionaria dispone di tre o quattro battaglioni di fanteria di marina, per un totale di circa 5000 uomini.

### Italia

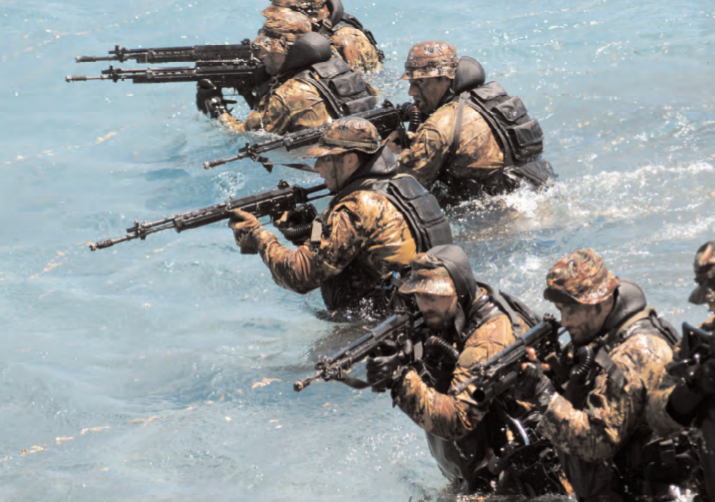
Marò del San Marco in addestramento operativo

L'Italia dispone di diversi reparti anfibi della Marina e di uno dell'Esercito. Le diverse unità dal punto di vista operativo sono integrate nella componente interforze Forza di Proiezione dal Mare. È al comando dell'Ammiraglio comandante la brigata San Marco.
- La Marina Militare contribuisce al dispositivo anfibio nazionale con la Forza da sbarco:
  - Brigata Marina "San Marco", composta da:
    - 1º Reggimento "San Marco"
    - 2º Reggimento "San Marco"
    - 3º Reggimento "San Marco"
    - Gruppo mezzi da sbarco.

  - Classe San Giorgio (navi da sbarco)
  - reparto Eliassalto (aeromobili)
- L'Esercito Italiano contribuisce con:
  - Reggimento lagunari "Serenissima"
  - Elementi di supporto (Brigata di cavalleria "Pozzuolo del Friuli"):
    - Due squadroni esploranti del Reggimento "Genova Cavalleria" (4º) (blindo Centauro)
    - Due batterie di obici del Reggimento artiglieria a cavallo "Voloire" (FH70 da 155 mm)
    - Due compagnie guastatori del 3º Reggimento genio guastatori

  - Due batterie Stinger del 17º Reggimento artiglieria c/a "Sforzesca"
  - Due Compagnie dell'11º Reggimento Trasmissioni "Leonessa"
  - Assetti elicotteristici d’attacco dell'Aviazione dell'Esercito (AW129 Mangusta, NH90, CH47D)

Non fa parte invece della Forza di Proiezione una piccola unità specializzata dell'Arma dei carabinieri, la Compagnia per operazioni anfibie del 1º Reggimento carabinieri paracadutisti "Tuscania".

### Messico
La Armada de Mexico impiega come reparto anfibio la Infanteria de marina fondata nel 1822 che conta su un totale di 15000 uomini.

### Marocco
La Marine royale dispone di una forza di fanteria di marina responsabile della sicurezza delle unità navali e dei porti.

### Paesi Bassi
La Koninklijke Marine impiega per i compiti di fanteria di marina il Korps Mariniers, brigata strutturata su quattro battaglioni, fondata nel 1665 dispone di una prontezza di impiego molto alta che le permette di essere rischierata in qualsiasi teatro operativo entro le 48 ore dalla chiamata. Il reparto ha un rapporto di collaborazione con gli omologhi britannici del Royal Marines.

### Norvegia
La Kongelige Norske Sjøforsvaret (Marina reale norvegese) impiega per i compiti di fanteria di marina il Kystjegerkommandoen, impiegato inoltre con funzioni ISTAR, costituito nel 2001 ha ottenuto la piena capacità nel 2005 ed acquartierata ad Harstad.

### Pakistan
La Pakistani Behria dispone di due diversi assetti anfibi:
- Il Pakistan Marines è una brigata di fanteria di marina costituita nel 1990 e con all'attivo 2000 fanti.
- Il Special Service Group Navy è la componente delle forze speciali della Marina militare del Pakistan, è stata costituita nel 1966 e ha un organico compreso tra i 700 e i 1000 effettivi.

### Paraguay
La Armada Paraguaya dispone per le operazioni anfibie del Cuerpo de Fuzilieros Navale, unità livello battaglione composta da quattro compagnie di fucilieri.

### Perù
La Marina de Guerra del Perú impiega per compiti anfibi la Infantería de Marina del Perú strutturata su una brigata con tre battaglioni e diverse unità di sicurezza locale alle sue dipendenze, con una forza effettiva di 3000 uomini.

### Filippine
La Hukbong Kawal Pandagat ng Pilipinas è la componente anfibia della Hukbong Dagat ng Pilipinas (marina militare filippina) con 9000 uomini assegnati suddivisi in tre brigate.

### Polonia
La Marynarka Wojenna impiega delle unità di fanteria di marina per la difesa portuale e costiera.

### Romania
Il Batalionul 307 Infanterie Marină è la componente anfibia della Forțele Navale Române che ha capacità simili a quelle possedute dagli U.S.M.C. Reconnaissance Battalions con i quali sono organizzate diverse esercitazioni congiunte.

### Russia
La Fanteria di marina russa è la componente anfibia della Marina militare russa. Costituita nel 1705 tale reparto dispone di 12000 effettivi dislocati presso la Flotta del Pacifico, la Flotta del Baltico, la Flotta del Nord, la Flotta del Mar Nero, la Flottiglia del Caspio e il comando autonomo di Mosca.

### Spagna
La Brigada de Infantería de Marina, componente anfibia della Armada Española, è la più antica fanteria del mare della storia ancora in servizio, in quanto costituita nel 27 febbraio 1537 da Carlo I. Attualmente ha un organigramma di livello Brigata dal quale dipendono due battaglioni di fanteria, un battaglione meccanizzato, un battaglione di artiglieria, un battaglione di forze speciali, un battaglione misto e i supporti.

### Sudafrica
Il South African Navy ha recentemente attivato il Rapid Reaction Squadron, unità anfibia ad alta prontezza operativa composta da due compagnie che dovrà in futuro diventare battaglione. Nelle operazioni di peacekeeping il reparto è impiegato come rinforzo alle unità del South African Army.

### Svezia
La Svenska Marinen ha sotto il proprio comando l'amfibiekåren Svenska, battaglione anfibio capace di combattere in più scenari operativi e caratterizzato dall'uso del basco verde come copricapo.

### Turchia
La Türk Deniz Kuvvetleri dispone di diversi assetti di fanteria di marina, così suddivisi:
- Amfibi Deniz Piyade Tugayı (Brigata anfibia) che inquadra 6000 uomini divisi in tre battaglioni anfibi, un battaglione carri, un battaglione di artiglieria, un battaglione di supporto e altre unità di sostegno.
- Su Altı Taarruz è una unità di forze speciali specializzata negli assalti anfibi e nella intelligence
- Su Alti Savunma è una unità di forze speciali specializzata nella difesa costiera e nello sminamento.

### Ucraina
La Marina militare ucraina dispone dal 1992 di una divisione di fanteria di marina, riconfigurata dopo la dissoluzione dell'Unione Sovietica, compromessa in seguito all'annessione della Crimea alla Russia ed espansa nel corso dell'invasione russa dell'Ucraina del 2022. Nel 2023 il Corpo della fanteria di marina è diventato un ramo indipendente delle Forze armate ucraine.

### Regno Unito
La Royal Navy, dal 1664, per i compiti anfibi dispone dei Royal Marines (RM) addestrati anche per la guerra di montagna ed in zone artiche. Il corpo dispone di 7500 effettivi, principalmente riuniti nella 3 Commando Brigade.

### Stati Uniti
Gli Stati Uniti dispongono della più numerosa e importante fanteria di marina, con un totale di 203.000 effettivi, più circa 40.000 riservisti noto come United States Marine Corps o semplicemente Marine Corps. Tale corpo è impiegato intensivamente nella proiezione di potenza come forza di spedizione. Il corpo pur dipendendo dal Department of the Navy ha una propria struttura autonoma. Ma anche l'Esercito Americano (U.S. ARMY) ha reparti addestrati allo sbarco anfibio: i Rangers sono le unità scelte dell'esercito americano che, oltre ad essere unità Paracadutiste di Fanteria Elite, sono anche abilitate allo sbarco e furono impiegate negli sbarchi in Francia ed Italia durante la seconda guerra mondiale.